# Главы Томска
Список глав города Томска.
Изначально, с момента основания Томска (1604), городом управляли воеводы, назначаемые монархом, а в 1785 года Екатериной II учреждена должность городского головы, избираемого городским обществом.

## Российская империя и Российская республика
- Тецков, Дмитрий Иванович — городской голова, 1864—1874
- Королёв, Евграф Иванович — городской голова, 1876—1879
- Цибульский, Захарий Михайлович — городской голова, 1879—1882
- Михайлов, Пётр Васильевич — городской голова, 1883—1887
  - Шостакович, Болеслав Петрович — в 1884 году избран городским головой, однако его кандидатура не получила утверждения в Министерстве внутренних дел[2]
- Королёв, Евграф Иванович — городской голова (повторно), 1887—1890
- Михайлов, Пётр Васильевич — городской голова (повторно), 1891—1894
- Карпаков, Андрей Петрович — городской голова, 1894—1902[1]
- Макушин, Алексей Иванович — городской голова, 1902—1906
- Некрасов, Иван Максимович — городской голова, 1906—1914
  - Зубашев, Ефим Лукьянович — в 1910 году был избран в новый состав Томской городской думы и на первом её заседании — городским головой, однако его кандидатура не получила утверждения в Министерстве внутренних дел
- Ломовицкий, Павел Фирсович — городской голова в ?—1917
- Пучков, Иван Петрович — c 1917

## ПериодГражданской войны
- Пучков, Иван Петрович — городской голова, 26 октября (8 ноября) 1917[3] — ?
- Тиунов, Виктор Фатеевич — председатель горисполкома, январь — май 1918

В результате мятежа Чехословацкого корпуса 31 мая 1918 года город перешёл под власть белых сил.
- Пучков, Иван Петрович — городской голова, 1 июня 1918[4] — 28 августа 1919.[источник не указан 1969 дней]
- Грацианов, Александр Алексеевич — городской голова, 28 августа — 25 декабря 1919.

В ночь с 16 на 17 декабря 1919 года большевики-подпольщики организовали вооруженное восстание, которое закончилось победой над войсками Колчака и окончательным установлением советской власти в Томске. 20 декабря в город вошли части Красной Армии, с января 1920 вновь организуется советская власть.

## Советский период
Председатели горисполкома и ответственные (первые) секретари горкома РКП(б) / ВКП(б) / КПСС:
- Янсон, Яков Давидович — первый советский руководитель Томска после победы антиколчаковского восстания и прихода в Томск 5-й Красной армии[9] (Гражданская война): был Председателем Томского губернского революционного комитета (губревкома)[Являлся ли занимавший должность единоличным главой города?] с 16 по 25 декабря 1919 года.
- Шумкин, Василий Григорьевич — председатель губревкома, 25 декабря 1919 — 9 января 1920
- Левитин, Марк Филиппович — председатель губревкома с 9 января по 27 апреля 1920 года и формирования[уточнить] Томского горсовета
- Беленец, Алексей Иванович — председатель горисполкома, май — июль 1920
- Марцинковский, Аркадий Петрович — ответственный секретарь городского комитета РКП(б), 1922 — апрель 1923[10]
- Рещиков, Иосиф Иванович — ответственный секретарь городского комитета ВКП(б) до 1930
- И. М. Миллер — ответственный секретарь городского комитета ВКП(б), 16 августа[11] 1930—1932[12]
- В. И. Никульков — ответственный секретарь городского комитета ВКП(б), 1932—1936[12]
- Г. В. Кроловецкий — председатель президиума горсовета, 26 декабря 1934 — март 1936[13]
- С. З. Куравский — ответственный секретарь городского комитета ВКП(б), 1936—1937[12]
- Зеленский, Александр Иванович — и. о. председателя президиума горсовета, 27 марта — июль 1937[13]
- В. П. Кужелев — первый секретарь городского комитета ВКП(б), май[13] 1937—1938[12]
- П. Я. Яшков — первый секретарь городского комитета ВКП(б), 1938[12] — январь[14] 1939[12]
- Якимов, Сергей Ильич — председатель президиума горсовета, 2 августа 1938 — декабрь 1939[14]
- А. Н. Чалдышев — первый секретарь городского комитета ВКП(б), 1939—1940[12]
- Фурсенко, Николай Петрович — председатель горисполкома, 3 января 1940[15] — 6 января 1941[16]
- Чернышев, Сергей Семёнович — первый секретарь городского комитета ВКП(б), октября 1940[16] — 1943[12]
- Хайновский, Владимир Николаевич — председатель горисполкома, 6 января[16] — 9 июля 1941[16]
- Князев, Василий Иванович — и. о. председателя горисполкома, 9-17 июля 1941[16]
- Годовицин, Геннадий Николаевич — председатель горисполкома, 17 июля 1941 — июнь 1943
- Баранов, Николай Григорьевич — председатель горисполкома, 7 июня 1943[17] — 1949[18]
- Алемасов, Александр Михайлович — первый секретарь городского комитета ВКП(б), июнь 1943 — май 1944
- Сёмин, Алексей Владимирович — первый секретарь городского комитета ВКП(б), 1944—1950
- Булаев, Федор Михайлович — председатель горисполкома, июль[18] 1949—1952[19]
- Лукьянёнок, Николай Викентьевич — первый секретарь городского комитета ВКП(б) — КПСС, 1950—1954
- Давыдов, Сергей Яковлевич — председатель горисполкома, 16 сентября[18] 1952—1958[19]
- Духнин, Михаил Борисович — первый секретарь городского комитета КПСС, 1954—1958[12]
- Кафтанчиков, Афанасий Васильевич — председатель горисполкома, 30 сентября[17] 1958—1960[19]
- А. П. Червяков — первый секретарь городского комитета КПСС, 20 декабря 1959[18] — 1960[12]
- Грановесов, Геннадий Александрович — председатель горисполкома, 14 октября[15] 1960—1964[19]
- Садаков, Юрий Петрович — первый секретарь городского комитета КПСС, 17 ноября[15] 1960—1963[12]
- Бортников, Александр Иванович — первый секретарь городского комитета КПСС, 1963—1968
- Калаба, Геннадий Михайлович — председатель горисполкома, 13 мая[20] 1964—1977[19]
- Васюков, Иван Дмитриевич — первый секретарь городского комитета КПСС, 1968—1971[12]
- Литвинцев, Юрий Иванович — первый секретарь городского комитета КПСС, 16 января 1971 — 29 апреля 1983
- Черкашин, Николай Герасимович — председатель горисполкома, 5 марта[21] 1977 — август 1982[22]
- Кетов, Владимир Максимович — первый секретарь городского комитета КПСС, 29 апреля 1983 — 14 марта 1990[23]
- Ковалёв, Юрий Яковлевич — председатель горисполкома, 20 августа 1982 — июнь 1988
- Ковригин, Борис Александрович — председатель горисполкома, 22 июня[17] 1988—1990[19]
- Гончар, Владимир Васильевич — председатель горисполкома с 23 мая[15] 1990 года[19] до начала 1992 года.

## Постсоветское время
- Владимир Гончар — глава администрации Томска с 31 декабря 1991 года[24] по 1 декабря 1992 года[25]
- Юрий Пелявин[26] — и. о. главы администрации с 1 декабря 1992 года[25] по 15 января 1993 года[источник не указан 2002 дня]
- Геннадий Коновалов — глава администрации города с 15 января 1993 года, мэр Томска c 20 января 1994 года по 8 июля 1996 года
- Александр Макаров — мэр Томска с 8 июля 1996 года по 11 декабря 2006 года
- Игорь Шатурный — и. о. мэра с 7 декабря 2006[27] по 26 июня 2007[28]
- Николай Николайчук — мэр с 27 июня 2007 по 22 июля 2013
- Евгений Паршуто — и. о. мэра с 23 июля[29] по 17 октября 2013 года
- Иван Кляйн — мэр Томска с 17 октября 2013 по 29 июля 2022 года (с 18 ноября 2020 года был временно отстранен от должности в связи с уголовным делом и судебным разбирательством)
- Михаил Ратнер — и. о. мэра с 13 ноября 2020 года по 18 сентября 2023 года
- Дмитрий Махиня — мэр Томска с 18 сентября 2023 года.